# クルトゥル・ヴェーバン
クルトゥル・ヴェーバン（スウェーデン語: Kulturväven）とは、スウェーデンのウメオに建設中の文化センターである。クルトゥル・ヴェーバンとは文化構造（英語: Culture fabric）という意味であり、ウメオが欧州文化首都を担当する2014年に市内の新旧の文化組織が入居する為に作られた。

## 建物
クルトゥル・ヴェーバンはウメオ・タウンホールの隣にあり、ストール通りとウメ川の間にあるヘイムダル地区の大半を占めている。クルトゥル・ヴェーバンの工事は2つの橋の間の都市開発プロジェクトの一環として2011～2014年に行われた。工事の発注者はウメオコミューンと地元の不動産会社のバルチック・グルッペン社であり、建物は合弁企業のヴェーバン（Väven）ABが所有している。
クルトゥル・ヴェーバンはストランド通り（Strandgatan）を南北に挟む2つの建物で構成されている。2つの建物の間は3階にある空中回廊で繋がっている。ストランド通りの南にはウメ川があり、南側の「ブラック・ボックス」（black box）と呼ばれる建物の4階には展望室（座席400席、立見席1000席）が設けられている。北側の建物（約1万5000平方メートル）の4階より下の階には、市の図書館やウメオの行政機関が入居する。市場ホールもあり、ストーラ・ホテル（Stora Hotellet）のほうに行く事が出来る。5階より上はバルチック・グルッペン社が後援するホテルや会議室、レストランが入居する。
建物の総面積は2万4000平方メートルで、建築費用は内装を除いても総額7億クローナに達する。設計はノルウェイのスノヘッタ社とホワイト・アーキテクテール社であり、両社はウメオ大学芸術キャンパスの建物もいくつか建設している。クルトゥル・ヴェーバンの外観は斬新だが、2006～2008年にデンマークのコペンハーゲンで建設された建物と良く似ており、剽窃だとする意見がある。デンマークの建物はヴィルヘルム・ラウリッツ・ナーキイーケッテ（Vilhelm Lauritzen Arkitekte）社によるもので、この会社はクルトゥル・ヴェーバンの設計とは無関係である。一方、ノルウェイの設計会社は剽窃を否定している。またこのほかに市とバルチック・グルッペン社の関係や建設費、図書館の移転についての論争もあると言う。

## 施設
クルトゥル・ヴェーバンには以下のような活動に関連した施設が入居する予定である.。
- ウメオ市図書館
- 劇団「Sagateatern」
- 児童文化センター
  - 青年の家「Hamnmagasinet」の文化事業[11]
- ブラックボックス（体験センター）
- デジタル・サロン（150～250人）
  - 人民シネマ
- 教育活動のための市の芸術所蔵品の展示
- スタジオ
  - 芸術家と設計プロジェクトのための2つのプロジェクト・スタジオ
  - 招聘されたゲストのためのスタジオ
- 女性歴史博物館